# Haupersweiler

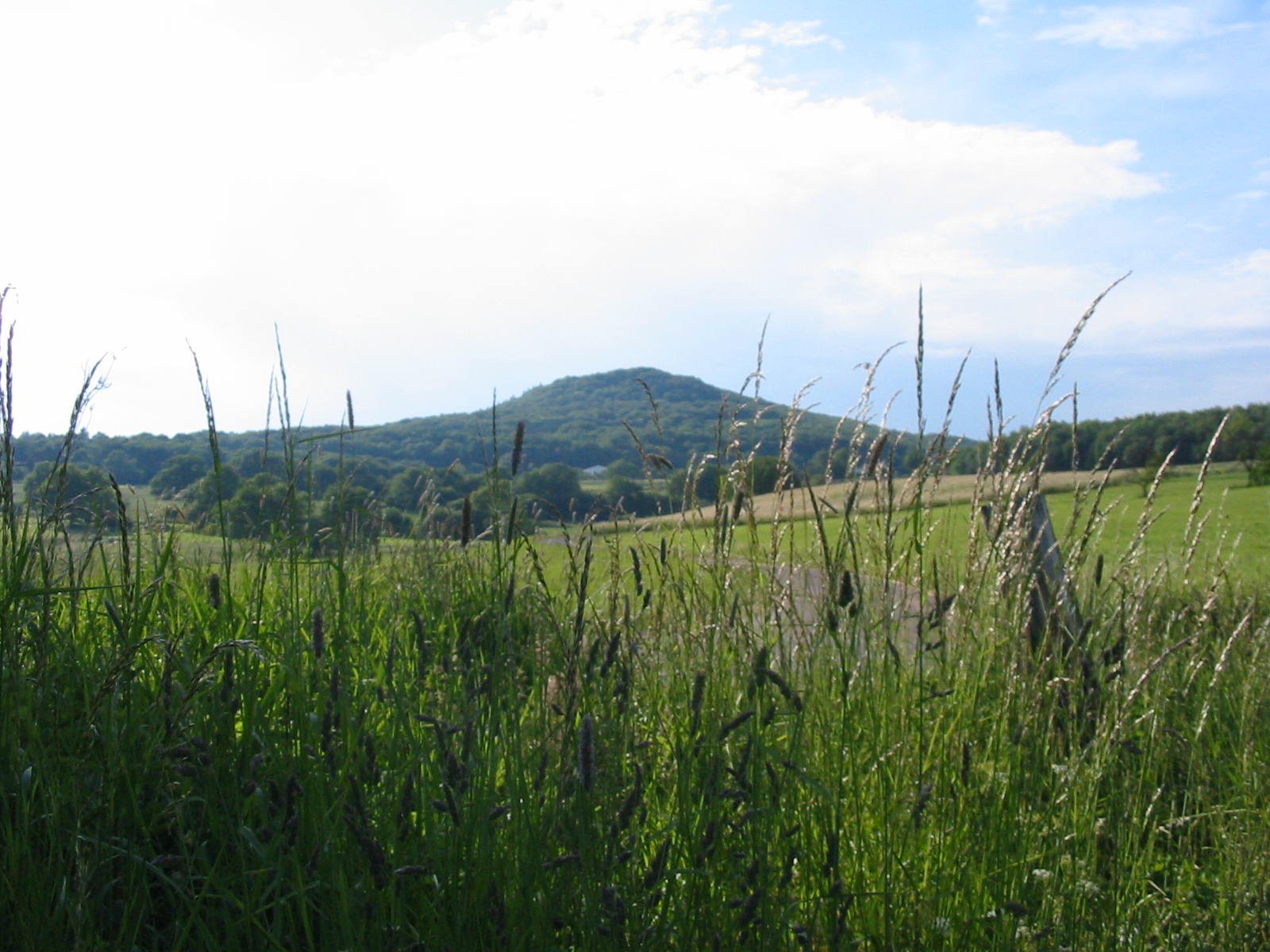
Der Weiselberg von der Haupersweiler Seite aus fotografiert

Der Museumszug der Ostertalbahn auf dem Viadukt bei Haupersweiler

Haupersweiler ist ein Ortsteil und ein Gemeindebezirk der Gemeinde Freisen im Landkreis St. Wendel im Saarland. Bis Ende 1973 war Haupersweiler eine eigenständige Gemeinde.

## Geographie
Er liegt zwischen Oberkirchen und Osterbrücken im oberen Tal der Oster, die in Wiebelskirchen in die Blies mündet.

## Geschichte
Haupersweiler wird zusammen mit den Ortsteilen Herchweiler und Seitzweiler erstmals 1331 erwähnt.
1947 wurde Haupersweiler zusammen mit einigen weiteren Ortschaften dem nominell selbstständigen, faktisch aber unter französischer Verwaltung stehenden Saarland angegliedert.
Im Rahmen der saarländischen Gebiets- und Verwaltungsreform wurde die bis dahin eigenständige Gemeinde Haupersweiler am 1. Januar 1974 der Gemeinde Freisen zugeordnet.
2003 wurde per Staatsvertrag der bis dahin zu Haupersweiler gehörende Teil, die Gass des benachbarten Herchweiler auch verwaltungstechnisch an die rheinland-pfälzische Gemeinde übergeben.

## Wirtschaft und Infrastruktur
Durch den Ort führt die Landesstraße 122, außerdem ist das Dorf an die Ostertalbahn angeschlossen. Die Bundesautobahn 62 ist über die jeweils 6 km entfernten Anschlussstellen Freisen und Konken zu erreichen. Unter den örtlichen Unternehmen befinden sich eine Bäckerei, ein Friseursalon, ein Stuckateurbetrieb, ein Reifenhändler, ein Busunternehmen, ein Gerüstbauer und ein Heizungsbauer.

## Politik

### Ortsvorsteher
- Franz-Josef Danneck (seit 1993)

### Ortsrat
- 9 Sitze (7 SPD, 2 CDU)

## Sonstiges
In Haupersweiler gibt es zahlreiche Vereine. Die größten sind der Förderverein der Freiwilligen Feuerwehr, der Turn- und Sportverein, der Musikverein, der Dorf- und Kulturverein Haupersweiler und die Hubertusjugend. Weitere Vereine sind der Obst- und Gartenbauverein, der Angelsportverein Flotte Rute und der Kapellenbauverein Haupersweiler/Seitzweiler e.V. Des Weiteren gibt es noch die Dummschwätzer und den Malteser Hilfsdienst.
Zu den Sehenswürdigkeiten des Ortes zählen neben dem Viadukt der Ostertalbahn und der Friedenskapelle die renaturierten Bachauen des Wilmesbachs und der Oster.